# (6482) Steiermark
(6482) Steiermark (1989 AF7) – planetoida z pasa głównego asteroid okrążająca Słońce w ciągu 5,66 lat w średniej odległości 3,17 j.a. Odkryta 10 stycznia 1989 roku.